# Brest (Merošina)
Pour les articles homonymes, voir Brest (homonymie).
Brest (en serbe cyrillique : Брест) est un village de Serbie situé dans la municipalité de Merošina, district de Nišava. Au recensement de 2011, il comptait 528 habitants.

## Démographie

### Évolution historique de la population
| 1948 | 1953 | 1961 | 1971 | 1981 | 1991 | 2002 | 2011 |
| ---- | ---- | ---- | ---- | ---- | ---- | ---- | ---- |
| 624  | 675  | 750  | 680  | 679  | 643  | 562  | 528  |

|  |